# Virgil Widrich
Virgil Widrich (* 16. května 1967 Salcburk) je rakouský režisér, scenárista, filmař a multimediální umělec.
Vytvořil velké množství filmů a multimediálních projektů, někdy jako součást tvůrčího týmu. Je známý především pro celou řadu krátkých filmů a multimediálních děl.

## Život
Narodil se v Salcburku. Dětství prožil v domě, který je starý více než 500 let a stojí v Mönchsbergu. Tam se seznámil s umělci jako Peter Handke, který byl jeho soused a Wim Wenders tam byl častým návštěvníkem. Své první zkušenosti s filmem získal již ve velmi mladém věku. Svou první Super-8 kameru dostal, když mu bylo 13 let. Ještě ten rok (1980) natočil tři filmy, My Homelife, Gebratenes Fleisch a 3 mal Ulf. Následoval kreslený film s názvem Auch Farbe Kann träumen. V patnácti letech natočil Monster in Salzburg, na kterém poprvé pracoval s herci. Běsnící monstrum vytvořil pomocí stop-motion animace. V roce 1983 začal pracovat na Vom Geist der Zeit (Duch času). Dokonce ani špatné známky ve škole mu nezabránily, aby dokončil svůj celovečerní film, na kterém pracoval 14 měsíců. Aby mohl financovat své filmy, přijal v té době práci komparzisty a rekvizitáře na festivalu v Salcburku. V roce 1984 se začal zajímat o počítače a naprogramoval celou řadu jednoduchých her.
Po absolvování maturitní zkoušky na Akademickém gymnáziu v Salcburku nastoupil na Vídeňské filmové akademii, jen proto aby po několika týdnech odešel pracovat na scénáři ke sci-fi filmu, který nakonec nebyl nikdy realizován. V roce 1987 založil s dvěma partnery filmovou distribuční společnost Classic Films s cílem distribuovat především umělecké filmy. Později se stal asistentem kameramana a režiséra Johna Baileyho, se kterým v roce 1990 odešel do Hollywoodu pracovat na sci-fi komedii The Search for Intelligent Life in the Universe. Po prodeji společnosti Classic films v roce 1991 Widrich znovu obrátil svou pozornost k počítači a možnostem, které nabízí pro vytváření umění. Jeho další velký projekt, kde působil jako vedoucí výroby, byl nový festival rakouského filmu, který se konal poprvé v roce 1993 pod názvem Diagonale. Ve druhém roce festivalu také sestavil filmovou databázi. Další databáze týkající se filmu následovaly, stejně jako práce na interaktivních CD-ROM.
V roce 1997 se opět soustředil na tvorbu vlastních filmů. Vytvořil krátký film tx-transformace, který měl velký úspěch na festivalu Ars Electronica. Také se vrátil ke svému scénáři Heller als der Mond (Jasnější než měsíc), který natočil v roce 1999. Film měl premiéru v roce 2000 v Rotterdamu. Jeho další projekt byl film Copy Shop, jeden z jeho nejúspěšnější filmů doposud. Po premiéře v roce 2001 získal film 35 ocenění, byl nominován na Oscara a byl uveden v televizi a na více než 200 festivalech. Jeho další krátký, Fast Film, byl také velmi úspěšný, získal 36 mezinárodních ocenění a byl uveden na více než 300 filmových festivalech. Následovalo velké množství multimediálních projektů pro firmy (v roce 2001 založil společnost Checkpointmedia AG) a pokračoval v produkci filmů se svou společností Virgil Widrich Film und Multimediaproduktionen GmbH. V roce 2001 spolu s dalšími filmaři spoluzaložil výrobní společnost Amour Fou Film, se zaměřením na tvorbu artových filmů mladých režisérů.
V roce 2004 byl členem poroty na festivalu Ars Electronica a stal se až do roku 2007 předsedou Asociace rakouských režisérů. Je také členem Akademie rakouského filmu. Od 2007 do 2010 učil jako profesor na Univerzitě užitých umění ve Vídni obor Digitální umění. Od roku 2010 je vedoucím profesorem postgraduálního magisterského programu Art & Science.

## Výstavy
- 2006: Virgil Widrich vytvořil počítačově animovanou instalaci pro zrekonstruovaný Mozartův dům ve Vídni.
- 2008: 13 děl Virgila Widricha a jeho studentů oboru Digitální umění byly vystaveny na Essence08 v Museum für angewandte Kunst ve Vídni.
- 2009: Virgil Widrich působil jako art director pro výstavu Linz. City in Luck v Muzeu Nordico. která byla součástí projektu Evropské hlavní město kultury.
- 2009: výstava Alias v říši divů se konala od 25. června do 12. červencem v Freiraum / Quartier 21 v MuseumsQuartier ve Vídni. Projekt realizoval se svými studenty.
- 2009: 10 děl jeho studentů oboru Digitální umění byly vystaveny na Essence09 v Expositur Vordere Zollamtsstraße ve Vídni.
- 2010: 15 děl jeho studentů oboru Digitální umění byly vystaveny na Essence10 ve vídeňské Künstlerhaus.
- 2010: Widrich byl uměleckým ředitelem výstavy 90 Jahre Salzburger Festspiele (90 let festivalu v Salcburku) v salcburském muzeu.
- 2011: umělecký ředitel výstavy parameter{world} - parameters for every or no thing oboru Umění a věda na Univerzitě aplikovaných umění ve Vídni.
- 2012: práce jeho studentů z oboru Umění a věda byly vystaveny na Essence12 ve vídeňské Künstlerhaus.

## Práce pro divadlo
- 2012: Koncept (ve spolupráci s Martinem Haselböckem a Frankem Hoffmannem), scéna, vizuál a filmové projekce pro New Angels, která měla premiéru 19. listopadu 2012 v Théâtre National du Luxembourg.

## Filmy
- 1980: My Homelife (A) 6 mins. (Dokument o starém domě)
- 1980: Gebratenes Fleisch (A) 11 mins. (Kriminální thriller o vraždě ženy v restauraci)
- 1980: 3 mal Ulf (A) 12 mins. (Dokument o Arnulfu Komposchovi)
- 1981: Auch Farbe kann träumen (A) 12 mins. (Animovaný film, ve kterém červ a malý mužíček upustí od ničení životního prostředí)
- 1982: Monster in Salzburg (A) 12 mins. (Animovaný film, ve kterém v Salcburku běsní monstrum)
- 1983-85: Vom Geist der Zeit (A) 112 mins. (celek mnoha různých žánrů)
- 1998: tx-transform (A) 5 mins. (Experimentální animovaný film, ve kterém byly použity trikové efekty)
- 2000: Heller als der Mond (Brighter than the Moon) (Europe) 88 mins. (Komedie o cizinci ve Vídni)
- 2001: Copy Shop (A) 12 mins. (Muž kopíruje sám sebe, dokud nevyplní celý svět)
- 2001: LinksRechts (A, F) 4 mins. (Rozhovory na téma „Levá a pravá ve filmu a politice“)
- 2003: Fast Film (A, LUX) 14 mins. (animovaný film, útržky dalších filmů, vypráví příběh pronásledování)
- 2010: make/real (A), 5 mins. (Found-footage film pro výstavu Robot Dreams v Museu Tinguely v Bazileji a v Kunsthaus Graz
- 2011: warning triangle (A), 6 mins. (Found-footage film pro výstavu Fetisch Auto. Ich fahre, also bin ich. v Museu Tinguely v Bazileji)

Od roku 2008 pracuje na přípravách svého celovečerního filmu Die Nacht der 1000 Stunden (Noc tisíce hodin). Od roku 2011 pracuje na přípravách celovečerních animovaného filmu Micromeo, scénář ve spolupráci s Jean-Claude Carrière.

## Ocenění (výběr)
za Heller als der Mond (Brighter than the Moon) (Europe 2000):
- Scriptwriting prize of the City of Salzburg for the best script (1997)
- Jean Carment Award for Lars Rudolph – Angers European First Film Festival (2000)
- Laser Vidéo Titres Award – Angers European First Film Festival (2000)

za Copy Shop (A 2001):
- nominace na Oscara 2002 v kategorii „Live action short“ od the Academy of Motion Picture Arts and Sciences
- Prix de la meilleure création sonore / Best Music and Sound Design – Festival du Court-Métrage de Clermont-Ferrand (26. 1. 2001 – 3. 2. 2001)
- Best Experimental Short – Toronto – International Short Film Festival (6. 6. 2001 – 10. 6. 2001)
- Kodak Award – Jury's choice for short film – Puchon 2001 – Int. Fantastic Film Festival (12. 7. 2001 – 20. 7. 2001)
- Jury Prize – IMAGO 2001 – Covilha, Portugal (25. 9. 2001 – 30. 9. 2001)
- Silberne Taube – Leipzig 2001 – 44th International Film Festival (16. 10. 2001 – 21. 10. 2001)
- Best Short film – Lleida 2001 – inCurt (7. 11. 2001–11. 11. 2001)
- Best Experimental – Shorts International Film Festival New York 2001 (12. 11. 2001 – 15. 11. 2001)
- 1st Comunidad de Madrid Award – Best Film – Madrid – Semana de Cine Experimental (16. 11. 2001 – 23. 11. 2001)
- Best Short film – Barcelona L'alternativa 01 (16. 11. 2001 – 24. 11. 2001)
- Jury Prize – Leuven Kort 2001 – International Short Film Festival (23. 11. 2001 – 2. 12. 2001)
- Best Of Festival – Boston Underground Film Festival (20. 2. 2002 – 24. 2. 2002)
- Prix des télévisions européennes – Brussels 02 – Festival of Fantasy, Thriller and Science Fiction (15. 3. 2002 – 30. 3. 2002)
- Special Prize – Hiroshima 2002 – International Animation Festival (22. 8. 2002 – 26. 8. 2002)
- Best Experimental Film – Thessaloniki 02 – Panorama of Ind. Film and Video Makers (14. 10. 2002 – 21. 10. 2002)
- Jury's special prize – Tehran International Animation Festival (23. 2. 2003 – 27. 2. 2003)

za Fast Film (A, LUX 2003):
- Oficiální výběr Festival de Cannes (2003; nominace)
- Best Animated Short (C.O.R.E. Digital Pictures Award) – Worldwide Short Film Festival, Toronto (2003)
- Grand Prix for Animation (Grande Prémio Animação) – Festival Internacional de Curtas Metragens de Vila do Conde, Portugalsko (2003)
- Best Experimental Short Film – 52nd Int. Film Festival, Melbourne (2003)
- Audience Award – Bearded Child Film Festival, Grand Rapids, MN / Boulder, CO USA (2003)
- Most Imaginative Film – Odense Film Festival, Odense (2003)
- High Risk Award – Fantoche – 4th International Festival for Animated Film, Zürich (2003)
- Best Experimental Film – Panorama of Independent Film & Video Makers, Thessaloniki (2003)
- Most innovative short – Leipzig International Festival for Documentaries and Animated Film (2003)
- Grand Prix – Uppsala Short Film Festival (2003)
- Premio de la Comunidad de Madrid a la Mejor Película – Semana de Cine Experimental de Madrid (2003)
- Onda Curta, 2nd prize and jury's special mention – Cinanima Portugal (2003)
- Innova Award – Animadrid, Spanien (2003)
- Film Critics Award – Animafest Zagreb (2004)
- ASIFA Korea Prize za nejlepší Experimental SICAF (2004)
- Cartoon d'or – nejelepší animovaný film Forum Galicia (2004)
- Animation Show of Shows

pro checkpointmedia AG:
- Září 2006: Národní cena za Mozarthouse Vienna v kategorii „Culture and entertainment“ a cena v kategorii „Public information and services“ za Visitor Center of the Austrian Parliament.